# Andrej Ivanov (Russisch voetballer)
Andrej Jevgenjevitsj Ivanov (Russisch: Андрей Евгеньевич Иванов) (Moskou, 6 april 1967 – aldaar, 19 mei 2009) was een Russisch voetballer die speelde als verdediger. Ivanov overleed in 2009 na een ziekte. Hij vocht jarenlang tegen een alcoholverslaving.

## Clubcarrière
Ivanov speelde gedurende zijn loopbaan voor enkele Russische topclubs zoals CSKA Moskou, Spartak Moskou en Dinamo Moskou. In 1989 werd Ivanov landskampioen van de Sovjet-Unie met Spartak Moskou. In 1992 en 1993 won hij de Russische Premjer-Liga met dezelfde club. Tegen het einde van zijn loopbaan vertrok hij naar Oostenrijk. Van 1996 tot 1997 speelde hij daar voor FC Tirol Innsbrück. Tijdens het seizoen 1997/98 was hij actief in Duitsland bij SpVgg Greuther Fürth.

## Interlandcarrière
Ivanov participeerde in EURO 1992 met het voetbalelftal van Gemenebest van Onafhankelijke Staten. Op het door Zweden georganiseerde eindtoernooi behaalde het GOS twee punten. Het onder deze naam spelende allegaartje van Russen, Oekraïners en Georgiërs – wegens de val van de Sovjet-Unie – was uitgeschakeld na de groepsfase.

## Erelijst
| Sovjet Top League | 1x | 1989       |
| Premjer-Liga      | 2x | 1992, 1993 |
| Sovjet Cup        | 1x | 1992       |